# 島根県道221号川平停車場線
島根県道221号川平停車場線（しまねけんどう221ごう かわひらていしゃじょうせん）は、島根県江津市を通る一般県道である。

## 概要
旧JR西日本三江線 川平駅から江津市黒松町に至る。

### 路線データ
- 起点：江津市川平町南川上（旧JR西日本三江線 川平駅付近、広島県道・島根県道112号三次江津線上、島根県道298号跡市川平停車場線終点）
- 終点：江津市黒松町（国道9号交点）

## 歴史
- 1959年（昭和34年）8月7日 - 島根県告示第626号により認定される。
- 1972年（昭和47年）頃 - 現行の県道番号に変更される。

## 路線状況
江津市松川町下河戸で本路線のバイパスが建設されており、一部開通している。

### 重複区間
- 広島県道・島根県道112号三次江津線（江津市川平町南川上 - 江津市松川町長良）
- 国道261号（江津市松川町長良 - 江津市松川町市村）
- 島根県道177号大田井田江津線（江津市都治町）

### 道路施設

#### 橋梁
- 松川橋（江の川、江津市川平町南川上 - 江津市松川町長良、広島県道・島根県道112号三次江津線重複区間内）

## 地理

### 通過する自治体
- 江津市

### 交差する道路
| 交差する道路                                                                 | 交差する場所 | 交差する場所 |
| ---------------------------------------------------------------------------- | ------------ | ------------ |
| 広島県道・島根県道112号三次江津線 重複区間起点 島根県道298号跡市川平停車場線 | 川平町南川上 | 起点         |
| 国道261号 重複区間起点 広島県道・島根県道112号三次江津線 重複区間終点        | 松川町長良   |              |
| 国道261号 重複区間終点                                                       | 松川町市村   | [ 注釈 1 ]   |
| 国道261号 重複区間終点                                                       | 松川町下河戸 | [ 注釈 2 ]   |
| 島根県道221号川平停車場線 / バイパス                                         | 松川町上河戸 |              |
| 島根県道177号大田井田江津線 重複区間起点                                     | 都治町       |              |
| 島根県道177号大田井田江津線 重複区間終点                                     | 都治町       |              |
| 国道9号                                                                      | 黒松町       | 終点         |

### 沿線
- 旧JR西日本三江線 川平駅跡地
- 江津川平郵便局
- 江津警察署 松平駐在所
- 江の川（江川）